# Københavns Hockeyklub
Københavns Hockeyklub er en dansk landhockey klub i Valby. Den blev stiftet d. 12. august 1904, hvilket gør den til nordens ældste hockeyklub.

## Historie
I 1903 vendte lærer Frederik Knudsen hjem fra en tur til England, hvor han havde stiftet bekendtskab hockey. KH stiftet på Frederiksberg d.12-8-1904. 
KH er nordens ældste klub, og i de første år trænede KH på AB`s gamle anlæg ved jagtvejen. Senere flyttede KH over ved siden af den gamle idrætspark.
I 60`erne flyttede KH til Valby idrætspark, hvor klubben forsat holder til.

## Resultater
Kvinderne har vundet 40 udendørsmesterskaber og 2 i halhockey.
KH´s herrer har vundet 23 udendørsmesterskaber, 3 i halhockey og 10 pokalsejre.